# Тахтамышев, Георгий Степанович
Гео́ргий Степа́нович Тахтамы́шев (18 апреля 1874, Белгород — 27 мая 1930 , Москва) — инженер путей сообщения, специалист в области строительства. Министр путей сообщения (управляющий министерством) Временного правительства (1917).

## Семья
Родился 18 апреля 1874 года в семье дорожного мастера в Белгороде.
Окончил Белгородскую классическую гимназию (1894), год проучился в Петербургском университете, затем поступил в Институт инженеров путей сообщения императора Александра I в Петербурге (1901). В годы учёбы активно участвовал в революционном движении, за что был исключен из Института. Ему удалось восстановиться и получить диплом лишь в декабре 1901.
В 1909—1911 обучался в Цюрихском Политехникуме, получил диплом инженера по специальности «постройка мостов, эллингов и специальных зданий из металла, дерева и железобетона».
С января 1902 — инженер-конструктор по проектированию моста через Дон в Правлении Владикавказской железной дороги (Санкт-Петербург). В декабре 1902 уволен со службы «за солидарность с бастующими рабочими в Ростове и за публичное выражение порицания Правлению за применение репрессий к бастующим».
С весны 1903 по январь 1906 — помощник начальника участка службы пути на ст. Славянск Курско-Харьково-Севастопольской ж.д. Организовал кружок для молодых рабочих, где бесплатно читал лекции по математике, физике, астрономии. После всероссийской политической забастовки в декабре 1905 был одним из главных фигурантов в деле о подстрекательстве к забастовке в Славянске. В Белгороде на него также завели дело за призывы к забастовке в речи, с которой он выступил в железнодорожном депо. В январе 1906 года Тахтамышева арестовали и поместили в одиночную камеру Белгородской тюрьмы. Через месяц отпустили под залог. Чтобы избежать трехлетней сибирской ссылки, Тахтамышев нелегально перешёл границу и уехал в Швейцарию.

## Эмигрант
Российский диплом инженера за границей не признавался; Тахтамышеву пришлось работать репетитором. В 1909 году он поступил в Цюрихский Политехникум, который окончил менее чем за два года.
В июле 1911 года Тахтамышева временно взяли младшим инженером на частный завод металлических конструкций в Базеле. Его проект моста к конкурсу, в котором участвовало восемнадцать заводов, оказался лучшим и занял первое место на конкурсе. Георгия Степановича зачислили в число постоянных инженеров и направили в конструкторское бюро завода этой же фирмы в городке Боллате (60 км от Милана). Несколько спроектированных им мостов получили премии на конкурсах; по его проектам были возведены мосты в Риме, Флоренции и других городах. За победу в одном из конкурсов Георгий Степанович был назначен начальником конструкторского бюро по проектированию и постройке железных и железобетонных сооружений на заводе в Боллате.
Вскоре Тахтамышеву предложили возглавить завод металлических конструкций в Кастелламаре-ди-Стабия под Неаполем. Дела завода были совсем расстроены. Новый директор решительно начал преобразования. Вскоре завод стал приносить прибыль, заработки рабочих и служащих выросли, появилась возможность дальнейшего расширения производства.
Переменами на бывшем убыточном заводе заинтересовалось правительство Италии; в марте 1917 года премьер-министр Паоло Бозелли предложил Тахтамышеву возглавить создававшийся государственный концерн по производству металла и изготовлению стальных конструкций. Но в России произошла февральская революция, и Тахтамышев поспешил вернуться на Родину.

## В центральном аппарате министерства путей сообщения
С 8 мая 1917 года — инженер V класса, состоящий при министре путей сообщения для исполнения инспекторских обязанностей; с 23 мая — главный инспектор МПС, с 15 июня — товарищ министра путей сообщения, 11-24 июля — управляющий МПС; 25 июля — 9 дек. 1917 — товарищ министра путей сообщения; с 25 октября по 9 декабря исполнял обязанности управляющего МПС. В предполагаемом правительстве генерала Л. Г. Корнилова (август 1917) Тахтамышеву отводилась должность министра путей сообщения.

## При советской власти
В ноябре 1917 года принял участие в заседаниях подпольного Временного правительства, был активным участником протестного движения в МПС. Уволен наркомом Елизаровым 9 декабря 1917 года «за неисполнение служебных обязанностей без объяснения причин».
Осень 1918 — май 1919 — помощник начальника работ по сооружению плотин и каналов, член коллегии Управления ирригационных работ в Туркестане (Иртур); 29 ноября 1918 вместе со всем личным составом «Иртура» Тахтамышев был арестован Самарской ЧК и помещён в тюрьму. Комиссия ВСХН и ВЧК, прибывшая в Самару, контрреволюционную деятельность «Иртура» не подтвердила. Все арестованные были переправлены в Москву, где 25 февраля 1919 года Президиум ВЦИК на основании проверки и расследования ВЧК закрыл дело и принял постановление о ликвидации дела «Иртура».
13 мая 1919 — 4 окт. 1919 — начальник Управления по снабжению железных дорог топливом и лесными материалами НКПС (ЦУТОП). 19 мая 1919 — 1 нояб. 1922 — член коллегии Главного лесного комитета (Главлеском), позднее переименованного в Центральное управление лесной промышленности (ЦУЛП). С 21 нояб. 1919 — член Высшей коллегии по постройке топливных веток, с 11 окт. 1920 — председатель данной коллегии. С 4 нояб. 1922 — член Топливной секции Плановой комиссии по транспорту при НКПС (Трансплан); апр. 1923 — апр. 1924 — по совместительству член правления Московско-Казанской ж.д. С 3 янв. 1924 — член технической секции Трансплана. С мая 1926 — член Совета научно-технического комитета НКПС. С 1 авг. 1928 —
председатель технической секции Центрального планового управления НКПС, с 27 дек. 1928 — член
тепловозной комиссии НКПС; с дек. 1928 — член Совета Днепростроя от НКПС.

## Арест и гибель
10 июня 1929 года был арестован. Во время следствия держался с исключительным мужеством и достоинством, не признал ни одного из предъявленных обвинений; 4 апреля 1930 года Коллегией ОГПУ по обвинению в шпионской, контрреволюционной и вредительской деятельности приговорён к смертной казни. Расстрелян 27 мая 1930 года. Похоронен в общей могиле на Ваганьковском кладбище в Москве.
Реабилитирован 11 декабря 1963 года Военной коллегией Верховного суда СССР.

## Семья
Жена — Варвара Александровна Тахтамышева, урож. Кононович (1877—1970).
- Дети — Борис (1902—1977), инженер; Сергей (1904—1986), инженер; Георгий (1906—1996), инженер; Андрей (1909—1993), инженер.